# 山口県道173号笠戸島線
山口県道173号笠戸島線（やまぐちけんどう173ごう かさどしません）は、山口県下松市を通る一般県道である。

## 概要
笠戸島の北岸に沿って通っている路線。

### 路線データ
- 起点：下松市大字笠戸島（笠戸神社付近）
- 終点：下松市大字笠戸島（深浦駐車場付近）
- 総延長：10.9 km

## 歴史
- 1965年（昭和40年）4月1日 - 山口県告示第214号により認定される。
- 1970年（昭和45年） - 笠戸大橋（山口県道174号笠戸島公園線）の開通により本土と陸続きになる。
- 1972年（昭和47年） - 山口県の県道番号再編により現行の路線番号に変更される。

## 地理

### 通過する自治体
- 下松市

### 交差する道路
| 交差する道路              | 交差する場所 |
| ------------------------- | ------------ |
| 山口県道174号笠戸島公園線 | 大字笠戸島   |

### 沿線
- 下松市役所 笠戸島出張所
- 瀬戸内海（笠戸湾）
- 笠戸島
- 笠戸大橋
- 笠戸島郵便局
- 笠戸島ハイツ
- はなぐり海水浴場
- 国民宿舎大城
- 笠戸島家族旅行村